# Caligo
Pour les articles homonymes, voir Caligo (homonymie).
Genre
Caligo est un genre de lépidoptères de la famille des nymphalidés (Nymphalidae) et de la sous-famille des morphinés (Morphinae). Les papillons du genre Caligo sont communément appelés « papillons-hiboux » d'après les grands ocelles présents au revers de leurs ailes postérieures, qui rappellent les yeux d'un hibou.
L'aire de répartition de ces papillons se trouve sur le continent américain, principalement dans les forêts tropicales et les forêts secondaires du Mexique, de l'Amérique centrale et de l'Amérique du Sud.

## Historique et  dénomination
- Le genre   Caligo  a été décrit  par Jakob Hübner en 1819[1].
- L’espèce type est   Caligo eurilochus  (Cramer, 1775)

### Synonymie
- Aerodes (Billberg, 1820)[2]
- Hamadryas (Mikan, 1821) (attention il existe bien un genre Hamadryas (Hubner 1819)
- Pavonia (Godart, 1824)  [3]

## Taxinomie
Il existe plus de 20 espèces pour ce genre, divisé en 6 groupes.
- Groupe du C. arisbe

Caligo arisbe Hübner, [1822]; présent au Brésil.
Caligo martia (Godart, [1824]); présent au Brésil.
Caligo oberthurii (Deyrolle, 1872); présent en Colombie et au Pérou.

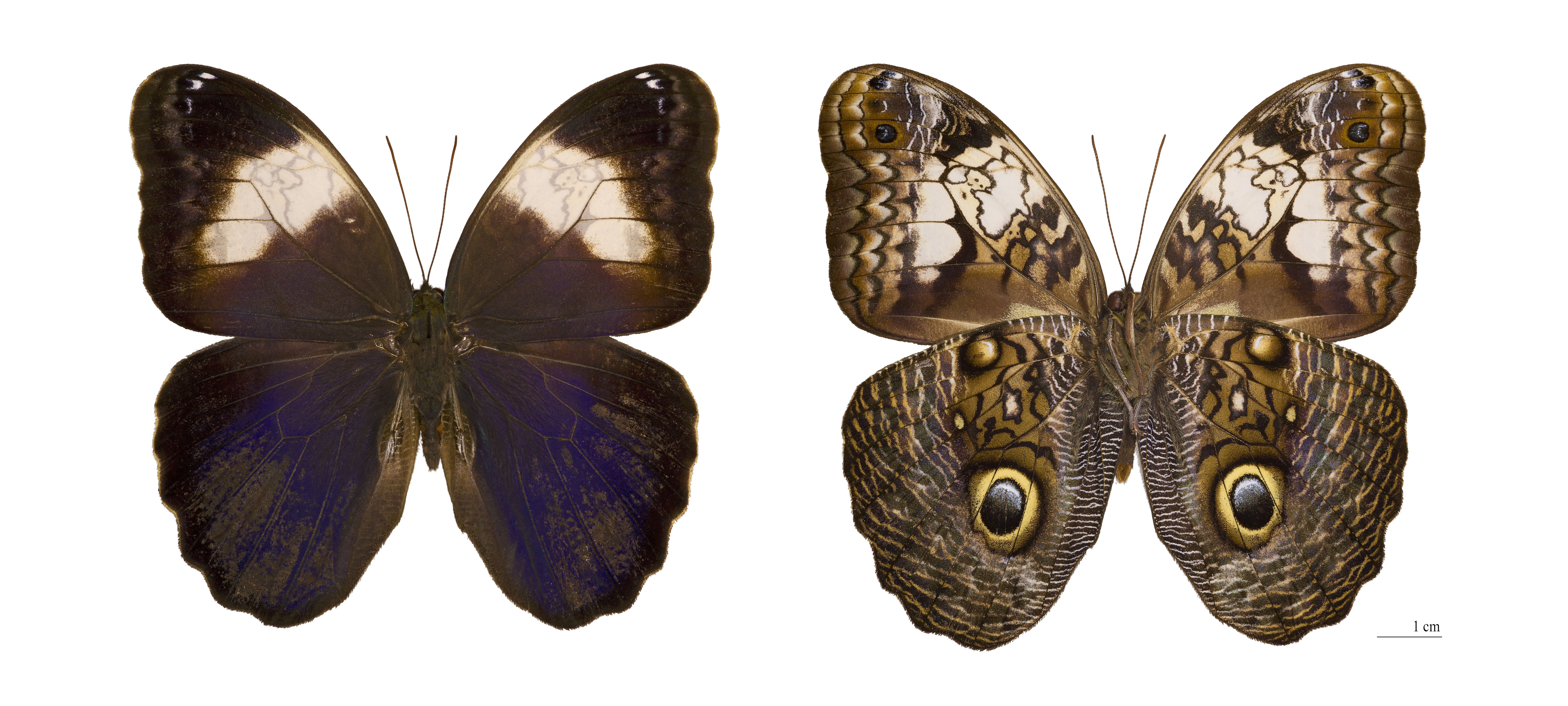
Caligo martia - MHNT

- Groupe du C. atreus

Caligo atreus (Kollar, 1850)
Caligo uranus Herrich-Schäffer, 1850; au Mexique et au Guatemala.
- Groupe du C. beltrao

Caligo beltrao (Illiger, 1801); présent au Brésil.
- Groupe du C. eurilochus

Caligo bellerophon (Stichel, 1903)
Caligo brasiliensis (C. Felder, 1862)
Caligo eurilochus (Cramer, [1775])
Caligo idomeneus (Linnaeus, 1758)
Caligo illioneus  (Cramer, [1775])
Caligo prometheus (Kollar, 1850)
Caligo suzanna  (Deyrolle, 1872); en Colombie.
Caligo telamonius (C. & R. Felder, 1862) (C. & R. Felder, 1862)
Caligo teucer  (Linné, 1758)

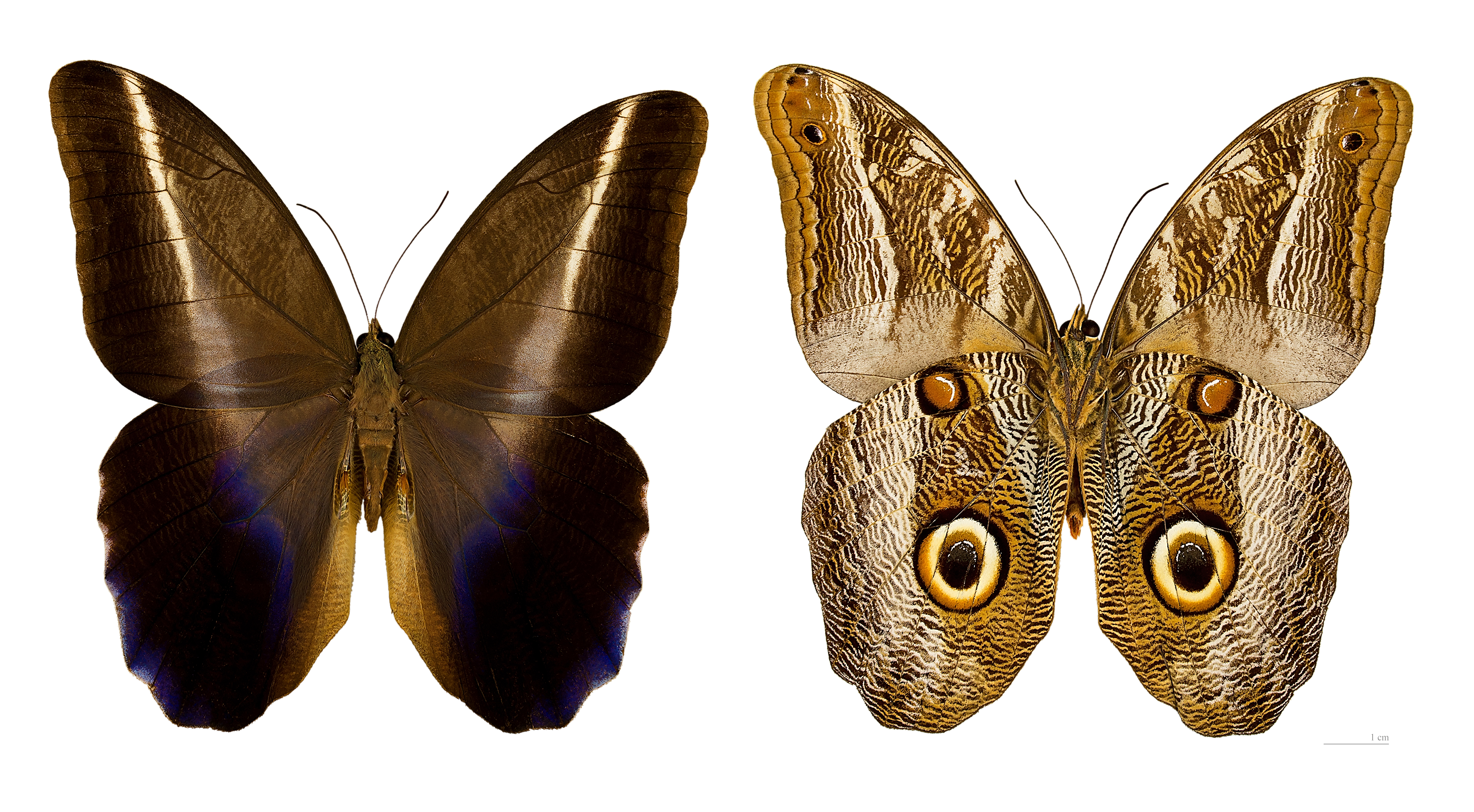
Caligo idomeneus - MHNT
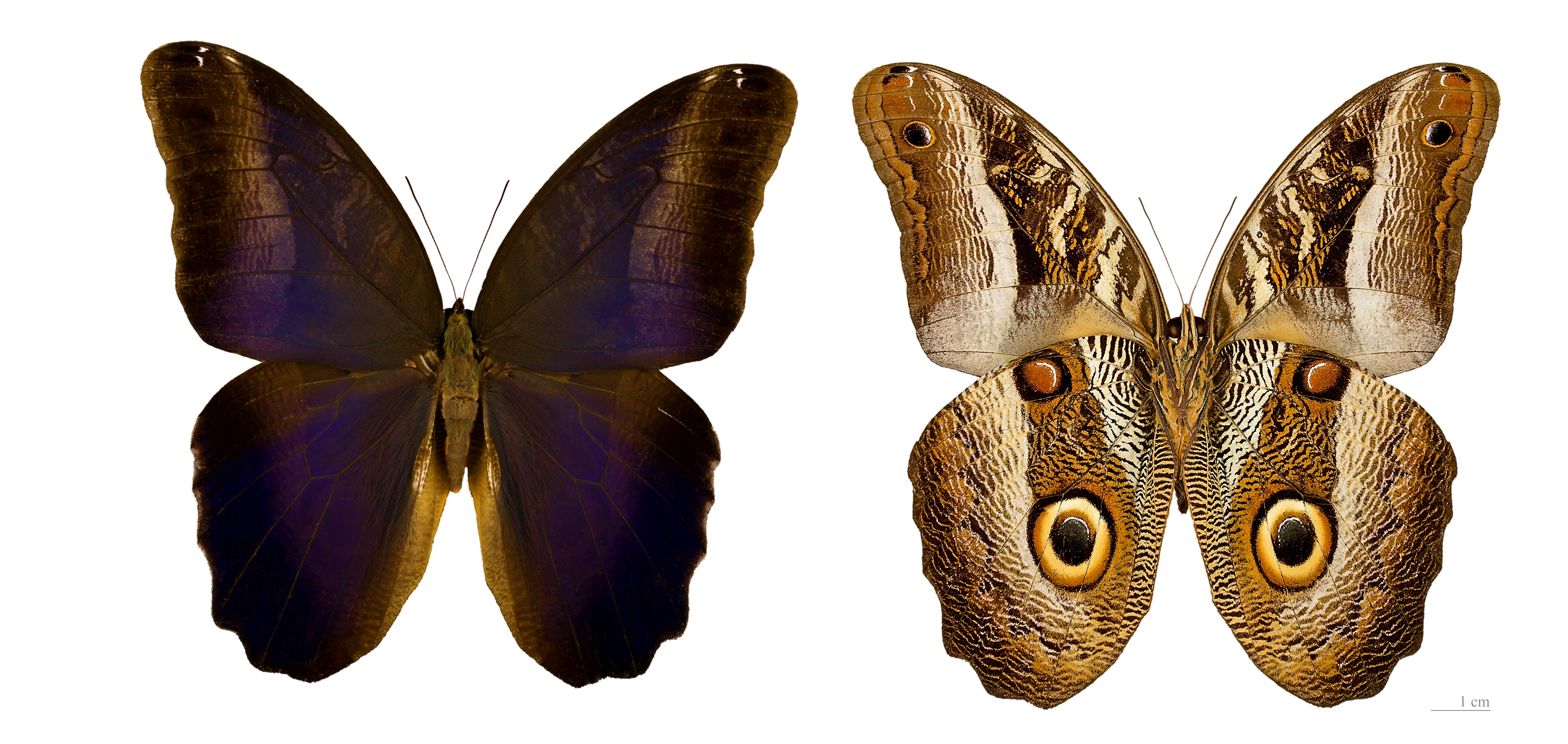
Caligo suzanna - MHNT
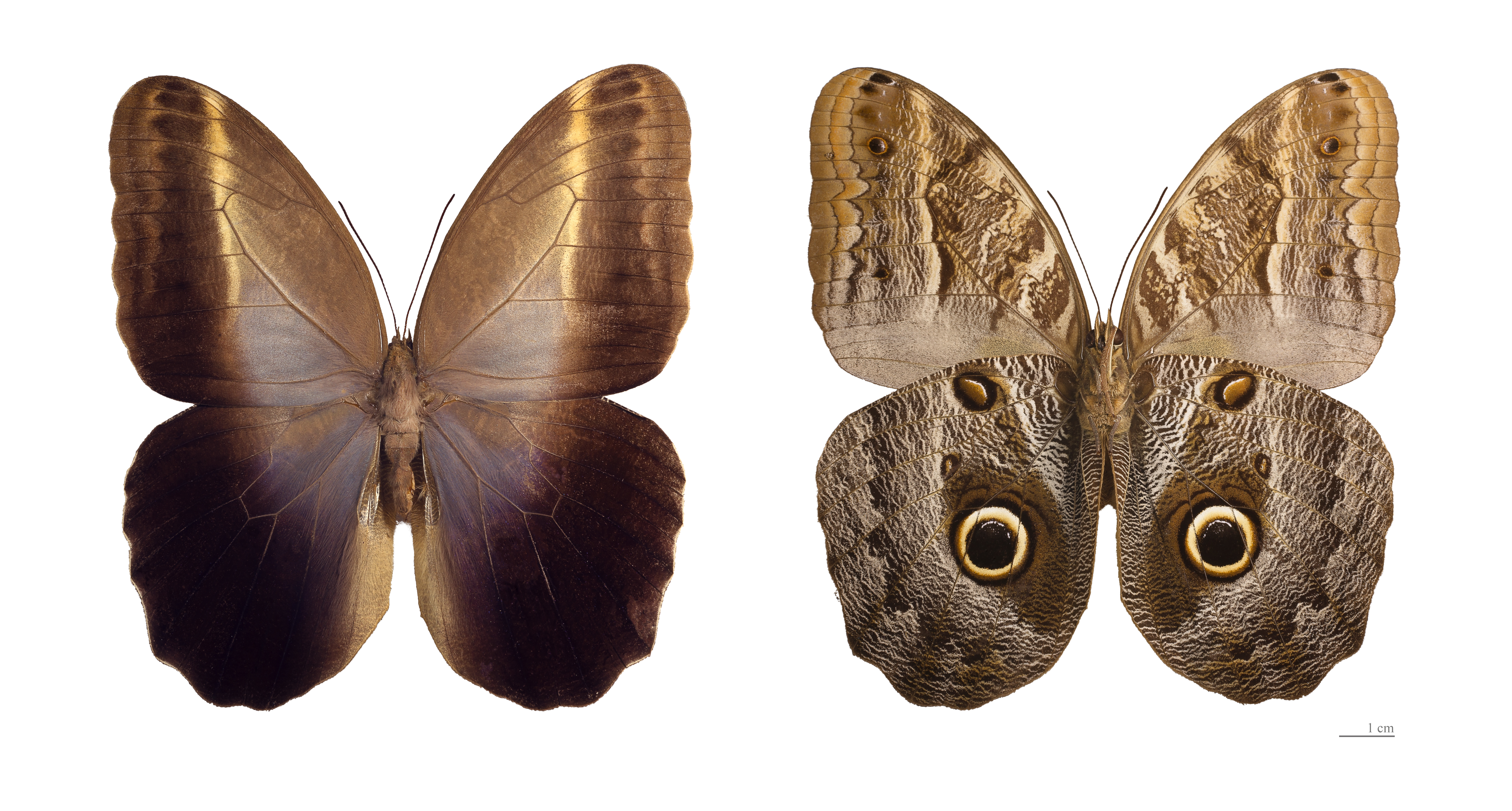
Caligo teucer - MHNT

- Groupe du C. oileus

Caligo oedipus Stichel, 1903; à Panama, au Honduras et en Colombie.
Caligo oileus  C. & R. Felder, 1861; au Venezuela, en Colombie et en Équateur
Caligo placidianus Staudinger, 1887; en Colombie, en Équateur et au Brésil.
Caligo zeuxippus Druce, 1902; en Équateur et en Colombie.
"Caligo repugno"
- incertae sedis

Caligo euphorbus (C. & R. Felder, 1862); en Bolivie, au Pérou et au Brésil.
Caligo superbus Staudinger, 1887; en Équateur et  au Pérou.

## Biologie
Les larves se nourrissent sur Heliconia sp. et Musa sp.